# بول كلس
بول كلس (بالإنجليزية: Paul Kalas) (و. 1967 – م) هو عالم فلك من الولايات المتحدة الأمريكية . ولد في مدينة نيويورك .

## التعليم
تعلم في جامعة ميشيغان، وجامعة هاواي في مانوا، وجامعة هاواي

## مناصب وهيئات
أدار جامعة كاليفورنيا، بركلي.